# یانکی (شهرستان پروشکوف)
یانکی (به لاتین: Janki) یک روستا در لهستان است که در گمینا راشن واقع شده‌است. یانکی ۷۹۰ نفر جمعیت دارد.